# Liste des chapelles des Hauts-de-Seine
La liste des chapelles des Hauts-de-Seine présente les chapelles de culte catholique situées sur le territoire des communes du départements français des Hauts-de-Seine.
Il est fait état des diverses protections dont elles peuvent bénéficier, et notamment les inscriptions et classements au titre des monuments historiques.
Toutes sont situées dans le diocèse de Nanterre.

## Liste
| Chapelle | Commune              | Adresse | Coordonnées                      | Notice         | Protection | Date | Illustration |
| --- | -------------------- | ------- | -------------------------------- | -------------- | ---------- | ---- | --- |
| Chapelle Sainte-Odile d'Antony                                                                                           | Antony               |         | 48° 45′ 44″ nord, 2° 18′ 20″ est | « IA00121272 » |            |      | Chapelle Sainte-Odile d'Antony                                                                                           |
| Chapelle funéraire de la famille Beauduin Mouilhad                                                                       | Antony               |         | à géolocaliser                   | « IA00121261 » |            |      | Image manquante Téléverser                                                                                               |
| Chapelle funéraire de la famille Cornon                                                                                  | Antony               |         | 48° 45′ 30″ nord, 2° 17′ 23″ est | « IA00121262 » |            |      | Chapelle funéraire de la famille Cornon                                                                                  |
| Chapelle funéraire de la famille Delapalme                                                                               | Antony               |         | à géolocaliser                   | « IA00121263 » |            |      | Image manquante Téléverser                                                                                               |
| Chapelle funéraire de la famille Herber Niederberger                                                                     | Antony               |         | à géolocaliser                   | « IA00121264 » |            |      | Image manquante Téléverser                                                                                               |
| Chapelle funéraire de la famille Muret Lemercier                                                                         | Antony               |         | à géolocaliser                   | « IA00121265 » |            |      | Image manquante Téléverser                                                                                               |
| Chapelle funéraire de la famille Raimon Lohier                                                                           | Antony               |         | à géolocaliser                   | « IA00121266 » |            |      | Image manquante Téléverser                                                                                               |
| Chapelle de l'institution Sainte-Marie de Antony                                                                         | Antony               |         | 48° 45′ 15″ nord, 2° 17′ 58″ est | « EA92000003 » |            |      | Chapelle de l'institution Sainte-Marie de Antony                                                                         |
| Chapelle de la Sainte-croix de Antony                                                                                    | Antony               |         | 48° 45′ 18″ nord, 2° 17′ 40″ est | « EA92000001 » |            |      | Image manquante Téléverser                                                                                               |
| Chapelle de l'ancienne manufacture royale des cires                                                                      | Antony               |         | 48° 45′ 18″ nord, 2° 17′ 41″ est |                |            |      | Chapelle de l'ancienne manufacture royale des cires                                                                      |
| Chapelle Saint-Daniel d’Asnières-sur-Seine                                                                               | Asnières-sur-Seine   |         | 48° 54′ 43″ nord, 2° 17′ 31″ est |                |            |      | Chapelle Saint-Daniel d’Asnières-sur-Seine                                                                               |
| Chapelle Saint-Charles d'Asnières-sur-Seine                                                                              | Asnières-sur-Seine   |         | 48° 54′ 29″ nord, 2° 16′ 33″ est | « IA00129699 » |            |      | Chapelle Saint-Charles d'Asnières-sur-Seine                                                                              |
| Chapelle funéraire de la famille Archambault Brérault                                                                    | Asnières-sur-Seine   |         | 48° 55′ 03″ nord, 2° 17′ 23″ est | « IA00129677 » |            |      | Chapelle funéraire de la famille Archambault Brérault                                                                    |
| Chapelle funéraire de la famille Baehr                                                                                   | Asnières-sur-Seine   |         | 48° 55′ 04″ nord, 2° 17′ 19″ est | « IA00129676 » |            |      | Chapelle funéraire de la famille Baehr                                                                                   |
| Chapelle funéraire de la famille Chervet                                                                                 | Asnières-sur-Seine   |         | 48° 55′ 03″ nord, 2° 17′ 23″ est | « IA00129678 » |            |      | Chapelle funéraire de la famille Chervet                                                                                 |
| Chapelle funéraire de la famille Jeandonnenc Morand                                                                      | Asnières-sur-Seine   |         | 48° 55′ 03″ nord, 2° 17′ 24″ est | « IA00129679 » |            |      | Chapelle funéraire de la famille Jeandonnenc Morand                                                                      |
| Chapelle funéraire de la famille Provost Dorn                                                                            | Asnières-sur-Seine   |         | à géolocaliser                   | « IA00129681 » |            |      | Image manquante Téléverser                                                                                               |
| Chapelle funéraire de la famille Segan                                                                                   | Asnières-sur-Seine   |         | 48° 55′ 02″ nord, 2° 17′ 23″ est | « IA00129682 » |            |      | Chapelle funéraire de la famille Segan                                                                                   |
| Chapelle funéraire du Commandeur José F. Guimaraes                                                                       | Asnières-sur-Seine   |         | 48° 55′ 47″ nord, 2° 16′ 48″ est | « IA00129689 » |            |      | Chapelle funéraire du Commandeur José F. Guimaraes                                                                       |
| Chapelle Sainte-Agnès d'Asnières-sur-Seine                                                                               | Asnières-sur-Seine   |         | 48° 54′ 37″ nord, 2° 17′ 35″ est | « IA00129712 » |            |      | Image manquante Téléverser                                                                                               |
| Chapelle Saint-René de Bagneux                                                                                           | Bagneux              |         | 48° 47′ 48″ nord, 2° 19′ 14″ est |                |            |      | Chapelle Saint-René de Bagneux                                                                                           |
| Chapelle funéraire des familles Barbeau Legard                                                                           | Bagneux              |         | à géolocaliser                   | « IA00130545 » |            |      | Image manquante Téléverser                                                                                               |
| Chapelle Saint-Pierre de Boulogne-Billancourt                                                                            | Boulogne-Billancourt |         | 48° 49′ 58″ nord, 2° 15′ 19″ est |                |            |      | Image manquante Téléverser                                                                                               |
| Chapelle de l'hôpital Ambroise Paré de Boulogne-Billancourt                                                              | Boulogne-Billancourt |         | 48° 50′ 58″ nord, 2° 14′ 15″ est |                |            |      | Image manquante Téléverser                                                                                               |
| Chapelle funéraire de la Famille Ollivier de Chaunac                                                                     | Boulogne-Billancourt |         | à géolocaliser                   | « IA00119872 » |            |      | Image manquante Téléverser                                                                                               |
| Chapelle funéraire de la famille Tuckerman Charretier                                                                    | Boulogne-Billancourt |         | à géolocaliser                   | « IA00119873 » |            |      | Image manquante Téléverser                                                                                               |
| Chapelle funéraire de la famille Dupont Couet                                                                            | Bourg-la-Reine       |         | à géolocaliser                   | « IA00117390 » |            |      | Image manquante Téléverser                                                                                               |
| Chapelle funéraire du Maréchal Forey                                                                                     | Bourg-la-Reine       |         | à géolocaliser                   | « IA00117391 » |            |      | Image manquante Téléverser                                                                                               |
| Chapelle funéraire des familles Ducret et Joyeux                                                                         | Chaville             |         | à géolocaliser                   | « IA00051384 » |            |      | Image manquante Téléverser                                                                                               |
| Chapelle du Sacré-Cœur de Malabry                                                                                        | Châtenay-Malabry     |         | 48° 46′ 21″ nord, 2° 15′ 25″ est |                |            |      | Image manquante Téléverser                                                                                               |
| Chapelle funéraire de Henri de Latouche                                                                                  | Châtenay-Malabry     |         | à géolocaliser                   | « IA00077120 » |            |      | Chapelle funéraire de Henri de Latouche                                                                                  |
| Chapelle funéraire de la famille Bisson Baudin                                                                           | Châtenay-Malabry     |         | à géolocaliser                   | « IA00077121 » |            |      | Chapelle funéraire de la famille Bisson Baudin                                                                           |
| Chapelle funéraire de la famille Croux Bocquet                                                                           | Châtenay-Malabry     |         | à géolocaliser                   | « IA00077122 » |            |      | Chapelle funéraire de la famille Croux Bocquet                                                                           |
| Chapelle du collège du Sacré-Cœur Sophie Barat                                                                           | Châtenay-Malabry     |         | 48° 45′ 31″ nord, 2° 16′ 18″ est | « EA92000007 » |            |      | Image manquante Téléverser                                                                                               |
| Chapelle de la Maison-de-Retraite Sainte-Anne d'Auray de Châtillon                                                       | Châtillon            |         | 48° 47′ 55″ nord, 2° 17′ 20″ est |                |            |      | Chapelle de la Maison-de-Retraite Sainte-Anne d'Auray de Châtillon                                                       |
| Chapelle Sainte-Thérèse-de-l'Enfant-Jésus de Châtillon                                                                   | Châtillon            |         | 48° 47′ 48″ nord, 2° 16′ 37″ est |                |            |      | Image manquante Téléverser                                                                                               |
| Chapelle funéraire des familles Courtois et Teston                                                                       | Châtillon            |         | à géolocaliser                   | « IA92000122 » |            |      | Chapelle funéraire des familles Courtois et Teston                                                                       |
| Chapelle funéraire de Jules Hunebelle                                                                                    | Clamart              |         | 48° 47′ 35″ nord, 2° 16′ 10″ est | « PA92000016 » | Inscrit MH | 2006 | Chapelle funéraire de Jules Hunebelle                                                                                    |
| Chapelle Saint-Claude de Clamart                                                                                         | Clamart              |         | 48° 48′ 40″ nord, 2° 15′ 25″ est |                |            |      | Image manquante Téléverser                                                                                               |
| Chapelle de la Maison de retraite Ferrari                                                                                | Clamart              |         | 48° 47′ 54″ nord, 2° 15′ 44″ est |                |            |      | Chapelle de la Maison de retraite Ferrari                                                                                |
| Chapelle funéraire de la famille Huchard Gibert                                                                          | Clamart              |         | à géolocaliser                   | « IA92000019 » |            |      | Image manquante Téléverser                                                                                               |
| Chapelle funéraire des familles Carré et Barbaroux                                                                       | Clamart              |         | à géolocaliser                   | « IA92000018 » |            |      | Image manquante Téléverser                                                                                               |
| Chapelle funéraire des familles Popelin et Appert                                                                        | Clamart              |         | à géolocaliser                   | « IA92000022 » |            |      | Image manquante Téléverser                                                                                               |
| Chapelle de la rue d'Alsace de Clichy                                                                                    | Clichy               |         | 48° 54′ 11″ nord, 2° 18′ 41″ est |                |            |      | Chapelle de la rue d'Alsace de Clichy                                                                                    |
| Chapelle Marchal et Laruelle                                                                                             | Clichy               |         | à géolocaliser                   |                |            |      | Chapelle Marchal et Laruelle                                                                                             |
| Chapelle Lesieur-Knaupp                                                                                                  | Clichy               |         | à géolocaliser                   |                |            |      | Chapelle Lesieur-Knaupp                                                                                                  |
| Chapelle Reflut | Clichy               |         | à géolocaliser                   |                |            |      | Chapelle Reflut |
| Chapelle Faré et Hugenet                                                                                                 | Clichy               |         | à géolocaliser                   |                |            |      | Chapelle Faré et Hugenet                                                                                                 |
| Chapelle Leconte | Clichy               |         | à géolocaliser                   |                |            |      | Chapelle Leconte |
| Chapelle Molinier | Clichy               |         | à géolocaliser                   |                |            |      | Chapelle Molinier |
| Chapelle Malivoire de Camas                                                                                              | Clichy               |         | à géolocaliser                   |                |            |      | Chapelle Malivoire de Camas                                                                                              |
| Chapelle Bellet | Clichy               |         | à géolocaliser                   |                |            |      | Chapelle Bellet |
| Chapelle Saint-Bernard de Colombes                                                                                       | Colombes             |         | 48° 55′ 36″ nord, 2° 14′ 36″ est | « EA92000009 » |            |      | Image manquante Téléverser                                                                                               |
| Chapelle Saint-Étienne-Saint-Henri de Colombes                                                                           | Colombes             |         | 48° 55′ 48″ nord, 2° 15′ 43″ est |                |            |      | Image manquante Téléverser                                                                                               |
| Chapelle funéraire de la famille Ferrand                                                                                 | Colombes             |         | 48° 55′ 21″ nord, 2° 14′ 48″ est | « IA00079326 » |            |      | Chapelle funéraire de la famille Ferrand                                                                                 |
| Chapelle funéraire de la famille Merotte                                                                                 | Colombes             |         | 48° 55′ 20″ nord, 2° 14′ 44″ est | « IA00079327 » |            |      | Chapelle funéraire de la famille Merotte                                                                                 |
| Chapelle funéraire de la famille R. Wattelez                                                                             | Colombes             |         | à géolocaliser                   | « IA00079330 » |            |      | Image manquante Téléverser                                                                                               |
| Chapelle funéraire de la famille Regey Juhel                                                                             | Colombes             |         | à géolocaliser                   | « IA00079329 » |            |      | Image manquante Téléverser                                                                                               |
| Chapelle funéraire des familles Parmont Larroir et Fourgault                                                             | Colombes             |         | à géolocaliser                   | « IA00079328 » |            |      | Image manquante Téléverser                                                                                               |
| Chapelle Saint-Étienne-et-Saint-Henri de Colombes                                                                        | Colombes             |         | 48° 55′ 48″ nord, 2° 15′ 43″ est | « IA00079344 » |            |      | Image manquante Téléverser                                                                                               |
| Chapelle funéraire de la famille Agnel                                                                                   | Courbevoie           |         | 48° 54′ 02″ nord, 2° 14′ 10″ est | « IA00129936 » |            |      | Chapelle funéraire de la famille Agnel                                                                                   |
| Chapelle funéraire de la famille Boutet                                                                                  | Courbevoie           |         | 48° 54′ 02″ nord, 2° 14′ 10″ est | « IA00129935 » |            |      | Chapelle funéraire de la famille Boutet                                                                                  |
| Chapelle funéraire de la famille Lepeltier                                                                               | Courbevoie           |         | 48° 53′ 52″ nord, 2° 15′ 33″ est | « IA00129922 » |            |      | Chapelle funéraire de la famille Lepeltier                                                                               |
| Chapelle funéraire de la famille Péreaux                                                                                 | Courbevoie           |         | 48° 54′ 00″ nord, 2° 14′ 09″ est | « IA00129932 » |            |      | Chapelle funéraire de la famille Péreaux                                                                                 |
| Chapelle funéraire des familles Hauterre Bandeville                                                                      | Courbevoie           |         | à géolocaliser                   | « IA00129923 » |            |      | Image manquante Téléverser                                                                                               |
| Chapelle funéraire du comte de Blaschi du Cayla, de la comtesse de Blaschi du Cayla, de mademoiselle de Blaschi du Cayla | Courbevoie           |         | à géolocaliser                   | « IA00129924 » |            |      | Chapelle funéraire du comte de Blaschi du Cayla, de la comtesse de Blaschi du Cayla, de mademoiselle de Blaschi du Cayla |
| Chapelle funéraire Aveline                                                                                               | Courbevoie           |         | à géolocaliser                   |                |            |      | Chapelle funéraire Aveline                                                                                               |
| Chapelle funéraire Paul Gondolo                                                                                          | Courbevoie           |         | à géolocaliser                   |                |            |      | Chapelle funéraire Paul Gondolo                                                                                          |
| Chapelle funéraire Violet                                                                                                | Courbevoie           |         | à géolocaliser                   |                |            |      | Chapelle funéraire Violet                                                                                                |
| Chapelle funéraire Voytot                                                                                                | Courbevoie           |         | à géolocaliser                   |                |            |      | Chapelle funéraire Voytot                                                                                                |
| Chapelle funéraire Gaultier                                                                                              | Courbevoie           |         | à géolocaliser                   |                |            |      | Chapelle funéraire Gaultier                                                                                              |
| Chapelle funéraire Paty-Cheneau-Chavernac                                                                                | Courbevoie           |         | à géolocaliser                   |                |            |      | Chapelle funéraire Paty-Cheneau-Chavernac                                                                                |
| Chapelle funéraire Sigueux                                                                                               | Courbevoie           |         | à géolocaliser                   |                |            |      | Chapelle funéraire Sigueux                                                                                               |
| Chapelle funéraire Collin-Baumaine                                                                                       | Courbevoie           |         | à géolocaliser                   |                |            |      | Chapelle funéraire Collin-Baumaine                                                                                       |
| Chapelle funéraire de M. et Mme Paul Cahuzac                                                                             | Courbevoie           |         | à géolocaliser                   |                |            |      | Chapelle funéraire de M. et Mme Paul Cahuzac                                                                             |
| Chapelle de la famille Leroy Bergeret de Frouville                                                                       | Courbevoie           |         | à géolocaliser                   |                |            |      | Chapelle de la famille Leroy Bergeret de Frouville                                                                       |
| Chapelle Sainte-Rita de Fontenay-aux-Roses                                                                               | Fontenay-aux-Roses   |         | 48° 47′ 13″ nord, 2° 17′ 30″ est |                |            |      | Image manquante Téléverser                                                                                               |
| Chapelle funéraire de la famille Benech Lacombe                                                                          | Fontenay-aux-Roses   |         | à géolocaliser                   | « IA00119099 » |            |      | Image manquante Téléverser                                                                                               |
| Chapelle funéraire de la famille Ernest Thouvenel                                                                        | Fontenay-aux-Roses   |         | à géolocaliser                   | « IA00119100 » |            |      | Image manquante Téléverser                                                                                               |
| Chapelle funéraire de la famille Greningaire                                                                             | Fontenay-aux-Roses   |         | à géolocaliser                   | « IA00119101 » |            |      | Image manquante Téléverser                                                                                               |
| Chapelle de l'hôpital Raymond Poincaré de Garches                                                                        | Garches              |         | 48° 50′ 21″ nord, 2° 10′ 07″ est |                |            |      | Chapelle de l'hôpital Raymond Poincaré de Garches                                                                        |
| Chapelle funéraire de la famille Bresson Froloff                                                                         | Garches              |         | à géolocaliser                   | « IA00048584 » |            |      | Image manquante Téléverser                                                                                               |
| Chapelle funéraire de la famille Civiale                                                                                 | Garches              |         | à géolocaliser                   | « IA00048583 » |            |      | Image manquante Téléverser                                                                                               |
| Chapelle funéraire de la famille Clausse                                                                                 | Garches              |         | à géolocaliser                   | « IA00048576 » |            |      | Image manquante Téléverser                                                                                               |
| Chapelle funéraire de la famille de Foucher                                                                              | Garches              |         | à géolocaliser                   | « IA00048581 » |            |      | Image manquante Téléverser                                                                                               |
| Chapelle funéraire de la famille Pigache                                                                                 | Garches              |         | à géolocaliser                   | « IA00048580 » |            |      | Image manquante Téléverser                                                                                               |
| Chapelle funéraire de la famille Vagliano                                                                                | Garches              |         | à géolocaliser                   | « IA00048582 » |            |      | Image manquante Téléverser                                                                                               |
| Chapelle funéraire de la famille Révérand                                                                                | Gennevilliers        |         | à géolocaliser                   | « IA00118772 » |            |      | Image manquante Téléverser                                                                                               |
| Chapelle Notre-Dame protectrice des enfants d'Issy-les-Moulineaux                                                        | Issy-les-Moulineaux  |         | 48° 49′ 21″ nord, 2° 16′ 30″ est |                |            |      | Image manquante Téléverser                                                                                               |
| Chapelle Saint-Sauveur de l'hôpital Corentin Celton d'Issy-les-Moulineaux                                                | Issy-les-Moulineaux  |         | 48° 49′ 43″ nord, 2° 16′ 41″ est |                |            |      | Chapelle Saint-Sauveur de l'hôpital Corentin Celton d'Issy-les-Moulineaux                                                |
| Chapelle de l'institution Saint-Nicolas d'Issy-les-Moulineaux                                                            | Issy-les-Moulineaux  |         | 48° 49′ 35″ nord, 2° 16′ 33″ est |                |            |      | Chapelle de l'institution Saint-Nicolas d'Issy-les-Moulineaux                                                            |
| Chapelle de Levallois-Perret                                                                                             | Levallois-Perret     |         | 48° 53′ 45″ nord, 2° 16′ 56″ est |                |            |      | Image manquante Téléverser                                                                                               |
| Chapelle funéraire de la famille Brault et de Jean Thorn Klein                                                           | Levallois-Perret     |         | à géolocaliser                   | « IA00126361 » |            |      | Image manquante Téléverser                                                                                               |
| Chapelle funéraire de la famille Eiffel                                                                                  | Levallois-Perret     |         | 48° 54′ 06″ nord, 2° 17′ 23″ est | « IA00126362 » |            |      | Chapelle funéraire de la famille Eiffel                                                                                  |
| Chapelle funéraire de la famille Malaret                                                                                 | Levallois-Perret     |         | à géolocaliser                   | « IA00126363 » |            |      | Image manquante Téléverser                                                                                               |
| Chapelle Saint-Marc de Malakoff                                                                                          | Malakoff             |         | 48° 48′ 51″ nord, 2° 17′ 33″ est |                |            |      | Image manquante Téléverser                                                                                               |
| Chapelle du Sacré-Cœur de Malakoff                                                                                       | Malakoff             |         | 48° 48′ 50″ nord, 2° 17′ 00″ est |                |            |      | Image manquante Téléverser                                                                                               |
| Chapelle Notre-Dame-de-France de Malakoff                                                                                | Malakoff             |         | 48° 49′ 06″ nord, 2° 17′ 34″ est |                |            |      | Chapelle Notre-Dame-de-France de Malakoff                                                                                |
| Chapelle de Meudon | Meudon               |         | 48° 48′ 59″ nord, 2° 14′ 27″ est |                |            |      | Image manquante Téléverser                                                                                               |
| Chapelle Saint-Philippe de la Fondation d'Auteuil de Meudon                                                              | Meudon               |         | 48° 48′ 20″ nord, 2° 14′ 51″ est |                |            |      | Image manquante Téléverser                                                                                               |
| Chapelle funéraire de la famille Herrmann Oppenheim                                                                      | Meudon               |         | à géolocaliser                   | « IA00129831 » |            |      | Image manquante Téléverser                                                                                               |
| Chapelle funéraire de la famille Millet                                                                                  | Meudon               |         | à géolocaliser                   | « IA00129832 » |            |      | Image manquante Téléverser                                                                                               |
| Chapelle Marbeau | Meudon               |         | 48° 48′ 23″ nord, 2° 14′ 45″ est | « IA00129865 » |            |      | Chapelle Marbeau |
| Chapelle Notre-Dame-des-Flammes                                                                                          | Meudon               |         | 48° 49′ 05″ nord, 2° 13′ 58″ est | « IA00129843 » |            |      | Chapelle Notre-Dame-des-Flammes                                                                                          |
| Chapelle de l'Ermitage du hameau de Mesdames                                                                             | Meudon               |         | 48° 49′ 00″ nord, 2° 13′ 37″ est |                |            |      | Chapelle de l'Ermitage du hameau de Mesdames                                                                             |
| Chapelle Saint-Luc de Montrouge                                                                                          | Montrouge            |         | 48° 48′ 39″ nord, 2° 19′ 23″ est | « EA92000015 » |            |      | Chapelle Saint-Luc de Montrouge                                                                                          |
| Chapelle Notre-Dame-de-la-Miséricorde de Nanterre                                                                        | Nanterre             |         | 48° 54′ 05″ nord, 2° 11′ 50″ est |                |            |      | Image manquante Téléverser                                                                                               |
| Chapelle Saint-Joseph-des-Fontenelles de Nanterre                                                                        | Nanterre             |         | 48° 53′ 27″ nord, 2° 13′ 12″ est |                |            |      | Image manquante Téléverser                                                                                               |
| Chapelle Saint-Paul de Nanterre                                                                                          | Nanterre             |         | 48° 53′ 45″ nord, 2° 12′ 46″ est |                |            |      | Image manquante Téléverser                                                                                               |
| Chapelle Sainte-Catherine-de-Sienne de Nanterre                                                                          | Nanterre             |         | 48° 54′ 30″ nord, 2° 12′ 56″ est | « IA00070517 » |            |      | Chapelle Sainte-Catherine-de-Sienne de Nanterre                                                                          |
| Chapelle Sainte-Bernadette de Nanterre                                                                                   | Nanterre             |         | 48° 52′ 41″ nord, 2° 12′ 45″ est |                |            |      | Image manquante Téléverser                                                                                               |
| Chapelle Saint-Joseph-des-Fontenelles                                                                                    | Nanterre             |         | 48° 53′ 27″ nord, 2° 13′ 12″ est | « IA00070518 » |            |      | Image manquante Téléverser                                                                                               |
| Chapelle Notre-Dame-de-Bonne-Délivrance des Sœurs Hospitalières de Saint-Thomas de Villeneuve de Neuilly-sur-Seine       | Neuilly-sur-Seine    |         | 48° 53′ 18″ nord, 2° 15′ 43″ est |                |            |      | Chapelle Notre-Dame-de-Bonne-Délivrance des Sœurs Hospitalières de Saint-Thomas de Villeneuve de Neuilly-sur-Seine       |
| Chapelle funéraire de Berthe Mare                                                                                        | Neuilly-sur-Seine    |         | à géolocaliser                   | « IA00079653 » |            |      | Image manquante Téléverser                                                                                               |
| Chapelle funéraire de la famille A. Aublet                                                                               | Neuilly-sur-Seine    |         | à géolocaliser                   | « IA00079646 » |            |      | Image manquante Téléverser                                                                                               |
| Chapelle funéraire de la famille Brisson                                                                                 | Neuilly-sur-Seine    |         | à géolocaliser                   | « IA00079647 » |            |      | Image manquante Téléverser                                                                                               |
| Chapelle funéraire de la famille Charet de La Frémoire                                                                   | Neuilly-sur-Seine    |         | à géolocaliser                   | « IA00079648 » |            |      | Chapelle funéraire de la famille Charet de La Frémoire                                                                   |
| Chapelle funéraire de la famille Clément                                                                                 | Neuilly-sur-Seine    |         | à géolocaliser                   | « IA00079649 » |            |      | Image manquante Téléverser                                                                                               |
| Chapelle funéraire de la famille de Valcarlos                                                                            | Neuilly-sur-Seine    |         | à géolocaliser                   | « IA00079660 » |            |      | Image manquante Téléverser                                                                                               |
| Chapelle funéraire de la famille François Sigrand                                                                        | Neuilly-sur-Seine    |         | à géolocaliser                   | « IA00079658 » |            |      | Image manquante Téléverser                                                                                               |
| Chapelle funéraire de la famille Haincque de Saint-Senoch                                                                | Neuilly-sur-Seine    |         | à géolocaliser                   | « IA00079650 » |            |      | Image manquante Téléverser                                                                                               |
| Chapelle funéraire de la famille Lhermitteau                                                                             | Neuilly-sur-Seine    |         | à géolocaliser                   | « IA00079651 » |            |      | Image manquante Téléverser                                                                                               |
| Chapelle funéraire de la famille Marbeau de Las Cases                                                                    | Neuilly-sur-Seine    |         | à géolocaliser                   | « IA00079652 » |            |      | Image manquante Téléverser                                                                                               |
| Chapelle funéraire de la famille Michonis                                                                                | Neuilly-sur-Seine    |         | à géolocaliser                   | « IA00079654 » |            |      | Image manquante Téléverser                                                                                               |
| Chapelle funéraire de la famille Roussel                                                                                 | Neuilly-sur-Seine    |         | à géolocaliser                   | « IA00079657 » |            |      | Image manquante Téléverser                                                                                               |
| Chapelle funéraire de la famille Soubiran                                                                                | Neuilly-sur-Seine    |         | à géolocaliser                   | « IA00079659 » |            |      | Image manquante Téléverser                                                                                               |
| Chapelle funéraire des familles Th. Petrocochino et Yves Ravilly                                                         | Neuilly-sur-Seine    |         | à géolocaliser                   | « IA00079656 » |            |      | Image manquante Téléverser                                                                                               |
| Chapelle funéraire du baron Félix Oppenheim                                                                              | Neuilly-sur-Seine    |         | à géolocaliser                   | « IA00079655 » |            |      | Chapelle funéraire du baron Félix Oppenheim                                                                              |
| Chapelle funéraire, Mérimée IA00079661                                                                                   | Neuilly-sur-Seine    |         | à géolocaliser                   | « IA00079661 » |            |      | Image manquante Téléverser                                                                                               |
| Chapelle de l'Annonciation de Neuilly-sur-Seine                                                                          | Neuilly-sur-Seine    |         | 48° 53′ 06″ nord, 2° 15′ 44″ est |                |            |      | Image manquante Téléverser                                                                                               |
| Chapelle de l’Œuvre-du-Sacré-Cœur de Puteaux                                                                             | Puteaux              |         | 48° 52′ 58″ nord, 2° 14′ 37″ est |                |            |      | Image manquante Téléverser                                                                                               |
| Chapelle funéraire des familles E. Goujon et C. Puech                                                                    | Puteaux              |         | à géolocaliser                   | « IA00118684 » |            |      | Image manquante Téléverser                                                                                               |
| Chapelle funéraire de Grunvaldt                                                                                          | Puteaux              |         | à géolocaliser                   | « IA00118685 » |            |      | Image manquante Téléverser                                                                                               |
| Chapelle Saint-Maximilien-Kolbe de Rueil-Malmaison                                                                       | Rueil-Malmaison      |         | 48° 53′ 22″ nord, 2° 10′ 04″ est |                |            |      | Image manquante Téléverser                                                                                               |
| Chapelle funéraire de la famille Lambert                                                                                 | Rueil-Malmaison      |         | 48° 52′ 49″ nord, 2° 11′ 30″ est | « IA00064600 » |            |      | Chapelle funéraire de la famille Lambert                                                                                 |
| Chapelle funéraire de la famille Courtois-Rouvray                                                                        | Rueil-Malmaison      |         | 48° 52′ 49″ nord, 2° 11′ 30″ est | « IA00064599 » |            |      | Chapelle funéraire de la famille Courtois-Rouvray                                                                        |
| Chapelle funéraire de la famille Gaston Nisse                                                                            | Rueil-Malmaison      |         | 48° 52′ 46″ nord, 2° 11′ 26″ est | « IA00064602 » |            |      | Chapelle funéraire de la famille Gaston Nisse                                                                            |
| Chapelle funéraire de la famille Lebordais Davignon                                                                      | Rueil-Malmaison      |         | à géolocaliser                   | « IA00064601 » |            |      | Image manquante Téléverser                                                                                               |
| Chapelle du collège Passy-Buzenval                                                                                       | Rueil-Malmaison      |         | 48° 51′ 30″ nord, 2° 10′ 53″ est | « EA92000019 » |            |      | Image manquante Téléverser                                                                                               |
| Chapelle Notre-Dame-des-Airs de Saint-Cloud                                                                              | Saint-Cloud          |         | 48° 51′ 18″ nord, 2° 13′ 02″ est | « IA92000334 » |            |      | Chapelle Notre-Dame-des-Airs de Saint-Cloud                                                                              |
| Chapelle de l'hôpital de la Reine de Saint-Cloud                                                                         | Saint-Cloud          |         | 48° 50′ 39″ nord, 2° 13′ 06″ est |                |            |      | Chapelle de l'hôpital de la Reine de Saint-Cloud                                                                         |
| Chapelle funéraire d'Edmond Blanc                                                                                        | Saint-Cloud          |         | à géolocaliser                   | « IA92000313 » |            |      | Image manquante Téléverser                                                                                               |
| Chapelle funéraire de la famille Débord Lambert                                                                          | Saint-Cloud          |         | à géolocaliser                   | « IA92000311 » |            |      | Image manquante Téléverser                                                                                               |
| Chapelle funéraire du Docteur Débat                                                                                      | Saint-Cloud          |         | à géolocaliser                   | « IA92000312 » |            |      | Image manquante Téléverser                                                                                               |
| Chapelle funéraire de la famille Lesobre                                                                                 | Sceaux               |         | à géolocaliser                   | « IA00119708 » |            |      | Image manquante Téléverser                                                                                               |
| Chapelle funéraire de la famille Marchandon de la Faye                                                                   | Sceaux               |         | à géolocaliser                   | « IA00119709 » |            |      | Image manquante Téléverser                                                                                               |
| Chapelle funéraire de la famille Reddon et de La Grandière                                                               | Sceaux               |         | à géolocaliser                   | « IA00119710 » |            |      | Image manquante Téléverser                                                                                               |
| Chapelle funéraire de la famille Renaudin Piatier                                                                        | Sceaux               |         | à géolocaliser                   | « IA00119711 » |            |      | Chapelle funéraire de la famille Renaudin Piatier                                                                        |
| Chapelle Notre-Dame-de-la-Salette de Suresnes                                                                            | Suresnes             |         | 48° 52′ 01″ nord, 2° 13′ 07″ est |                |            |      | Chapelle Notre-Dame-de-la-Salette de Suresnes                                                                            |
| Chapelle Saint-Leufroy de Suresnes                                                                                       | Suresnes             |         | 48° 51′ 51″ nord, 2° 13′ 25″ est |                |            |      | Chapelle Saint-Leufroy de Suresnes                                                                                       |
| Chapelle Saint-Louis de Suresnes                                                                                         | Suresnes             |         | 48° 52′ 42″ nord, 2° 13′ 28″ est | « IA92000252 » |            |      | Chapelle Saint-Louis de Suresnes                                                                                         |
| Chapelle du Fort du Mont-Valérien de Suresnes                                                                            | Suresnes             |         | 48° 52′ 22″ nord, 2° 12′ 38″ est |                |            |      | Chapelle du Fort du Mont-Valérien de Suresnes                                                                            |
| Chapelle Notre-Dame-de-la-Salette de Suresnes                                                                            | Suresnes             |         | 48° 52′ 10″ nord, 2° 13′ 06″ est | « IA92000266 » |            |      | Image manquante Téléverser                                                                                               |
| Chapelle de la fraternité Saint-Pie-X de Suresnes                                                                        | Suresnes             |         | 48° 52′ 04″ nord, 2° 13′ 12″ est |                |            |      | Chapelle de la fraternité Saint-Pie-X de Suresnes                                                                        |
| Chapelle funéraire des familles de La Porte et Prudhomme                                                                 | Sèvres               |         | à géolocaliser                   | « IA00048541 » |            |      | Image manquante Téléverser                                                                                               |
| Chapelle funéraire des familles Drouard des Neufs Bourgs et Levoyer                                                      | Sèvres               |         | à géolocaliser                   | « IA00048540 » |            |      | Image manquante Téléverser                                                                                               |
| Chapelle funéraire des familles Laurent, Eguin, Legrand                                                                  | Sèvres               |         | à géolocaliser                   | « IA00048539 » |            |      | Image manquante Téléverser                                                                                               |
| Chapelle Notre-Dame de Sèvres                                                                                            | Sèvres               |         | 48° 48′ 46″ nord, 2° 12′ 35″ est | « IA00048493 » |            |      | Image manquante Téléverser                                                                                               |
| Chapelle de la Fondation Larmeroux de Vanves                                                                             | Vanves               |         | 48° 49′ 05″ nord, 2° 17′ 16″ est | « EA92000025 » |            |      | Image manquante Téléverser                                                                                               |
| Chapelle du couvent des Franciscaines de Vanves                                                                          | Vanves               |         | 48° 49′ 21″ nord, 2° 16′ 55″ est |                |            |      | Image manquante Téléverser                                                                                               |
| Chapelle Notre-Dame de Vanves                                                                                            | Vanves               |         | 48° 49′ 34″ nord, 2° 17′ 07″ est |                |            |      | Image manquante Téléverser                                                                                               |
| Chapelle funéraire de la famille Baissin                                                                                 | Vanves               |         | à géolocaliser                   | « IA00060624 » |            |      | Image manquante Téléverser                                                                                               |
| Chapelle funéraire de la famille Gastal                                                                                  | Vanves               |         | à géolocaliser                   | « IA00060625 » |            |      | Image manquante Téléverser                                                                                               |
| Chapelle funéraire de la famille Prudhon                                                                                 | Vanves               |         | à géolocaliser                   | « IA00060626 » |            |      | Image manquante Téléverser                                                                                               |
| Chapelle du parc Frédéric Pic                                                                                            | Vanves               |         | à géolocaliser                   |                |            |      | Image manquante Téléverser                                                                                               |
| Chapelle Sainte-Hélène de Vaucresson                                                                                     | Vaucresson           |         | 48° 50′ 40″ nord, 2° 10′ 27″ est | « IA00051420 » |            |      | Chapelle Sainte-Hélène de Vaucresson                                                                                     |
| Chapelle funéraire de la famille Bellan                                                                                  | Vaucresson           |         | 48° 50′ 25″ nord, 2° 09′ 53″ est | « IA00051430 » |            |      | Chapelle funéraire de la famille Bellan                                                                                  |
| Chapelle funéraire de la famille Eugène Balp                                                                             | Vaucresson           |         | 48° 50′ 25″ nord, 2° 09′ 55″ est | « IA00051432 » |            |      | Chapelle funéraire de la famille Eugène Balp                                                                             |
| Chapelle funéraire de la famille Henaux Marlet                                                                           | Vaucresson           |         | 48° 50′ 25″ nord, 2° 09′ 53″ est | « IA00051431 » |            |      | Image manquante Téléverser                                                                                               |
| Chapelle funéraire de la famille Colson                                                                                  | Ville-d'Avray        |         | 48° 49′ 37″ nord, 2° 10′ 34″ est | « IA00051466 » |            |      | Image manquante Téléverser                                                                                               |
| Chapelle funéraire de la famille François                                                                                | Ville-d'Avray        |         | 48° 49′ 37″ nord, 2° 10′ 34″ est | « IA00051448 » |            |      | Image manquante Téléverser                                                                                               |